# Marc Villard
Pour les articles homonymes, voir Villard.
 (novembre 2018).
Marc Villard est un poète, nouvelliste, romancier et scénariste français, né le 29 juin 1947 à Versailles.

## Biographie
Après des études d'art graphique à l'École Estienne, Marc Villard se tourne vers la poésie en 1971 et publie plusieurs recueils influencés par la poésie beatnik (Bob Kaufman, Allen Ginsberg, Lawrence Ferlinghetti). Il devient un lecteur assidu d'Harry Whittington, William O'Farrell, Horace McCoy, Day Keene, John D. MacDonald, etc. tous publiés à la Série noire. En 1980, il se dégage de la poésie et publie simultanément un roman noir, des nouvelles et le scénario du film Neige. 
Durant les années 1980, il collabore comme chroniqueur rock au Monde de la musique. À la fin des années 2000, il écrit pour Jazzman une vingtaine de fictions inédites. 
Il publie Rebelles de la nuit (1987), Rouge est ma couleur (1996), Cœur sombre (1997), Un ange passe à Memphis (2012), Jean-Michel de Brooklyn (2015). Il écrit également des scénarios de BD : Quand j'étais star (2008), La Guitare de Bo Diddley (2009) ou Happy Slapping (2010).
Il a publié au fil des ans plusieurs livres autofictionnels rédigés sur un mode humoristique (Un jour je serai latin lover, J'aurais voulu être un type bien, Compagnons des forêts).
Il dirige la collection Polaroïd (Jean-Bernard Pouy, Marcus Malte, Marin Ledun, Nicolas Mathieu, Jean-Luc Manet, Carlos Salem, Franz Bartelt) chez in8.
Depuis plusieurs années, il propose des lectures de ses textes accompagné par des musiciens de jazz : Pierrick Pédron, Eric Le Cardinal, Bernard Lubat, Dominique Delahaye, Virginie Teychené. Il produit également des lectures dessinées avec Chauzy et Peyraud.

## Œuvres

### Romans
- 1978 : Le Mensonge - Chronique des années de crise, éd. Encres  (ISBN 978-2862220055)
- 1980 : Légitime démence, Sanguine
- 1981 : Corvette de nuit, Gallimard, Série noire
- 1982 : La Vie d'artiste, Rivages/Noir
- 1984 : Ballon mort, Gallimard, Série noire
- 1985 : Le Sentier de la guerre, Gallimard, Série noire
- 1987 : Le Roi, sa femme et le petit prince, Rivages/Noir
- 1987 : Rebelles de la nuit, Gallimard, Série noire
- 1989 : La Dame est une traînée, Gallimard, Série noire
- 1993 : La Porte de derrière, Gallimard, Série noire
- 1997 : Cœur sombre, Rivages/Noir
- 2003 : La Guitare de Bo Diddley, Rivages/Noir
- 2006 : Quand la ville mord, coll. « Suite noire »
- 2008 : Bird, Joëlle Losfeld
- 2012 : Avoir les boules à Istanbul, L'Atalante
- 2015 : Jean Michel de Brooklyn, Cohen&Cohen
- 2018 : Les Biffins, Joëlle Losfeld
- 2018 : Sur la route avec Jackson, Cohen&Cohen
- 2019 : Terre Promise, La Manufacture de livres
- 2019 :  Barbès Trilogie, Série Noire
- 2021 : La Mère Noire, Série Noire, avec Jean-Bernard Pouy

### Novelas
- 1997 : Rosario, La Loupiote
- 1997 : L'Ange Bleu, Joca Seria
- 1997 : Matador, Le Monde
- 1998 : Les Rosbifs de Montorgueil, Baleine
- 2003 : 1 Chat, 2 privés, 10 coronas, Eden
- 2004 : Petite mort, sortie Rambuteau, Autrement
- 2005 : Entrée du diable à Barbèsville, Rivages
- 2012 : Tessa, Le Monde
- 2013 :  Pazuzu, Invenit
- 2013 :  Dégage, in8
- 2013 :  La cavale de Lina, Le Monde
- 2013 : Kebab Palace, dans le recueil Femmes en colère, IN8, coll. « Polaroïd »
- 2014 : Zina et Lechien, Oskar
- 2016 : Hound dog a fait un rêve, Invenit

### Nouvelle
- 2019 : Sous le périphérique in Banlieues parisiennes Noir, chez Asphalte éditions, coll. « Asphalte Noir (Nouvelles noires) »  (ISBN 978-2-918767-86-2)

### Recueils de nouvelles
- 1980 : Nés pour perdre, Repères
- 1982 : Cœur debout, Hemsé
- 1983 : Sauvages dans les rues, NéO
- 1984 : La Voix sans visage Hachette
- 1985 : Au pied du mur, NéO
- 1987 : No woman, no diams, Asphalte
- 1987 : 13 cow-boys dramatiques, NéO
- 1988 : Une chambre sur Hollywood Boulevard, Safrat
- 1990 : Du béton dans la tête, NéO
- 1992 : Démons ordinaires, Rivages Prix du roman policier francophone de la ville du Mans 1992[1].
- 1994 : Dans les rayons de la mort, Rivages
- 1994 : J'aurais voulu être un type bien, l'Atalante
- 1996 : Rouge est ma couleur, Rivages (adapté en bande dessinée en 2005)
- 1998 : Retour au Magenta, Serpent Noir, Rivages 2014
- 1998 : Un jour je serai Latin lover, l'Atalante
- 1999 : Made in Taïwan, Rivages
- 2000 : Gangsta Rap, Gallimard, Série Noire
- 2001 : Bonjour, je suis ton nouvel ami, l'Atalante
- 2003 : Elles sont folles de mon corps, l'Atalante
- 2003 : Personne n'en sortira vivant, Rivages
- 2005 : Souffrir à Saint-Germain-des-Près, l'Atalante
- 2005 : Ping-pong (avec Jean-Bernard Pouy), Rivages
- 2006 : Compagnons des forêts, Après la lune
- 2008 : Tohu Bohu (avec Jean-Bernard Pouy), Rivages
- 2008 : Entrée du diable à Barbèsville, Rivages
- 2008 : Le Coup du sombrero, l'Atalante
- 2008 : Le Voyageur immobile, Les Habits Noirs
- 2008 : Django, in8
- 2010 : Zigzag (avec Jean-Bernard Pouy), Rivages
- 2010 : Intramuros (avec Cyrille Derouineau), in8
- 2012 : I remember Clifford, Folies d'Encre
- 2012 : Un ange passe à Memphis, Rivages
- 2014 : Scènes de crimes, Le bec en l'air (photos H. Triay)
- 2015 : Harmonicas et Chiens fous, Cohen&Cohen
- 2015 : Journal de bord, in8
- 2015 : Metroland, in8 (photos Derouineau)
- 2016 : La Fille des abattoirs, Rivages
- 2017 : Si tu vois ma mère, Cohen&Cohen
- 2021 : L'Homme aux doigts d'or, Cohen&Cohen
- 2022 : Raser les murs, Joëlle Losfeld
- 2023 : Ciel de réglisse, Gallimard

### Images
- 1987 : Cauchemars climatisés, dessin de Romain Slocombe, Futuropolis, coll. « Script »
- 1988 : Cité des anges, dessin de Romain Slocombe, Albin Michel, coll. « Thriller »
- 1989 : Chroniques ferroviaires, dessin de Miles Hyman, Futuropolis, coll. « Script »
- 2000 : Pigalle, dessin de Miles Hyman, Eden
- 2005 : Rouge est ma couleur, dessin de Jean-Christophe Chauzy, Casterman, coll. « Un monde »  (ISBN 2-203-39136-7) (réédition augmentée en 2011)
- 2005 : La Nuit de l'alligator, avec Philippe Paringaux, dessin de Loustal, Casterman
- 2006 : In a blue hour, dessin de Joe G. Pinelli, Nocturne, coll. « Bande Originale »
- 2008 : Quand j'étais star, dessin de Jean-Philippe Peyraud, Casterman, coll. « Écritures »
- 2009 : La Guitare de Bo Diddley (scénario), dessin de Jean-Christophe Chauzy, Casterman, coll. « Rivages/Casterman/Noir »  (ISBN 978-2-203-00989-9)
- 2010 : Happy Slapping, dessin de Jean-Philippe Peyraud, Casterman
- 2010 : Bye bye blackbird, dessin de Joe G. Pinelli, Nocturne, coll. « Bande Originale »
- 2011 : La Messe est dite, dessin d'Eugénie Lavenant, éditions Matière
- 2011 : J'aimerais être un saint, mais bronzé, dessin de Jean-Philippe Peyraud, Treize étrange
- 2014 : Tango Flamand, dessin de Jean-Christophe Chauzy, Le Monde/SNCF, coll. « Les Petits polars »
- 2016 : Du côté des docks, dessin de Loustal, Pandora 2
- 2018 : Kowalski Lives, dessin de Loustal, Pandora 4 »

### Docu-fiction
- 2010 : Sharon Tate ne verra pas Altamont, Biro, Cohen & Cohen (2014)

### Adaptations
- En 1985, le réalisateur Georgy Gat adapte le roman Ballon mort pour TF1.
- En 1985, Emile Noël adapte le roman Ballon mort pour France Culture.
- En 1988, le réalisateur Michel Favart adapte Les Doigts rouges pour FR3.
- En 1985, Patrice Rolet adapte en court métrage la nouvelle Mendiants et Orgueilleux sous le titre Ressac.
- En 1991, Jean-Max Causse adapte en court métrage la nouvelle Ondes de choc.
- En 1992, Jean-Pierre Bastid adapte pour France Culture le roman Le Sentier de la guerre.
- En 1993, l'auteur adapte sa nouvelle La Mort par les plantes pour France Inter.
- En 2001, Laurent Bachet adapte en court métrage la nouvelle Bienvenue au Paradis sous le titre Le Mal du pays.
- En 2001, Jean Michel Mongredian adapte en court métrage la nouvelle Victim of Love sous le titre Bob l'Ourson.
- En 2009, Dominique Cabrera adapte pour Arte la novella Quand la ville mord.
- En 2013, l'auteur adapte sa novella La Cavale de Lina pour France Culture.